# Illum
Illum är en obebodd ö i Danmark, som var bebodd till på 1980-talet.  Den ligger i Region Syddanmark, i den södra delen av landet, 170 km väster om Köpenhamn.
Terrängen på Illum är varierad. Öns högsta punkt är 6 meter över havet. 
Klimatet i området är tempererat. Årsmedeltemperaturen i trakten är 8 °C. Den varmaste månaden är juli, då medeltemperaturen är 16 °C, och den kallaste är januari, med 0 °C.